# Покровка (Тайшетский район)
Покровка — деревня в Тайшетском районе Иркутской области России. Входит в состав Рождественского муниципального образования. Находится примерно в 30 км к западу от районного центра.

## Население
По данным Всероссийской переписи, в 2010 году в деревне проживал 51 человек (29 мужчин и 22 женщины).